# Otakar II de Bohemia
Otakar II (en checo: Přemysl Otakar II.; ca. 1233-26 de agosto de 1278) el rey de Hierro y Oro, fue miembro de la dinastía de los Premislidas que reinó como rey de Bohemia desde 1253 hasta su muerte en 1278. También ostentó los títulos de margrave de Moravia (desde 1247), de duque de Austria (desde 1251), de duque de Estiria (desde 1260), así como de duque de Carintia y margrave de Carniola (desde 1269). Era el segundo hijo de Wenceslao I de Bohemia, y a través de su madre, Cunegunda, estaba relacionado con la dinastía Hohenstaufen, y por ello nieto del rey alemán Felipe de Suabia.
Con el gobierno de Otakar, los Přemyslidas alcanzaron la cima de su poder en el Sacro Imperio Romano Germánico. Sus expectativas de lograr la corona imperial, sin embargo, nunca se cumplieron.

## Llegada al poder

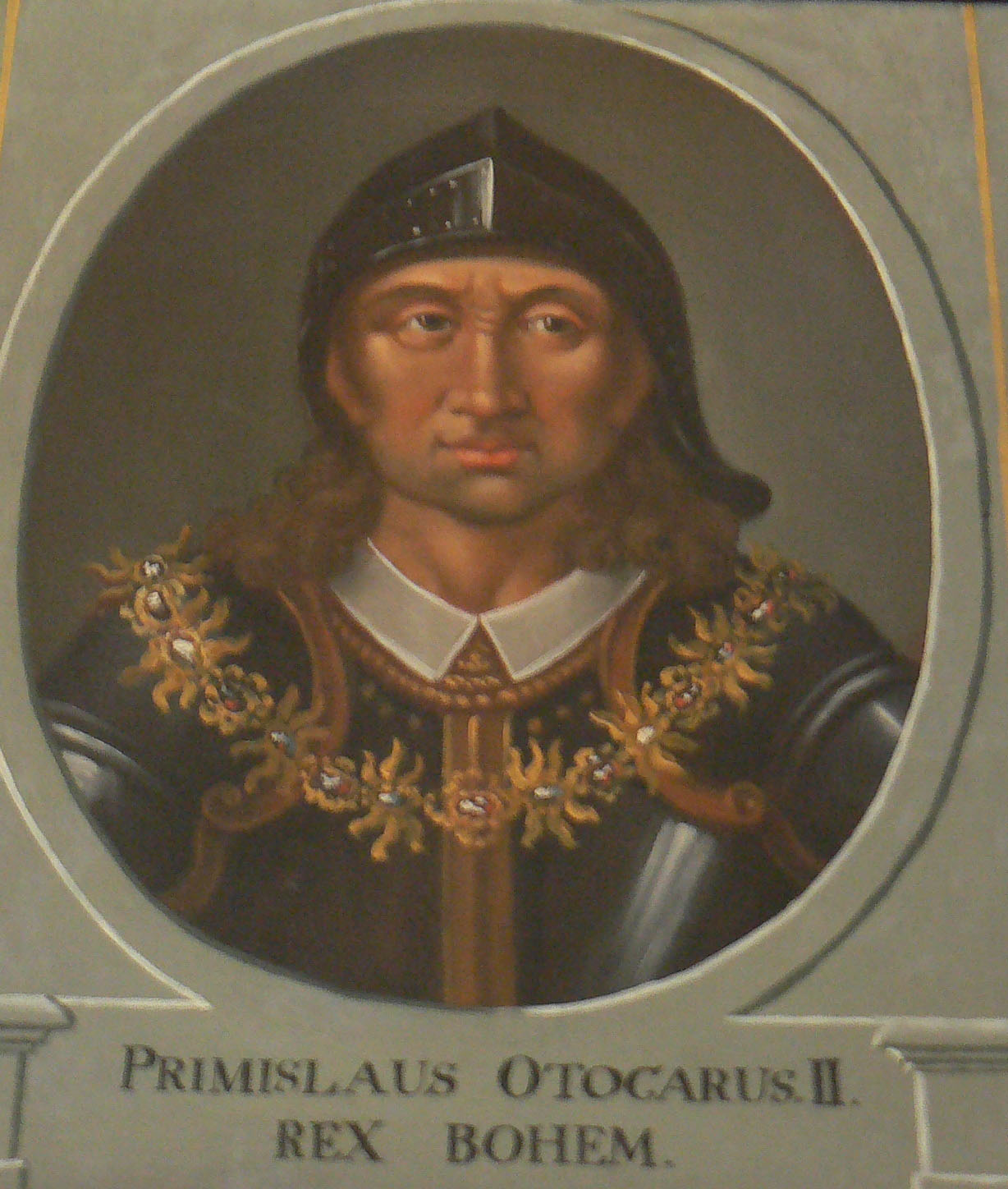
Recreación artística de su fisonomía

Otakar fue educado para el rol de administrador eclesiástico. Sin embargo, tras la muerte de su hermano mayor Ladislao, poco después de su matrimonio en 1247, Otakar se convirtió en el heredero. Según la tradición oral, Otakar quedó conmocionado por la muerte de su hermano y no se inmiscuyó en la política, centrándose en la caza y en la bebida. En 1248 fue atraído por nobles descontentos para liderar una revuelta contra su padre, el rey Wenceslao I. Durante la rebelión lo apodaron el rey joven (mladší král). Los rebeldes fueron vencidos y Otakar fue encarcelado por su padre.
Padre e hijo se reconciliaron finalmente por el deseo del rey de adquirir el vecino ducado de Austria. El ducado no tenía gobernante desde la muerte del duque Federico II en 1246. El plan inicial de Wenceslao para adquirir el ducado se basaba en el matrimonio de Ladislao de Moravia con la sobrina del último duque, Gertrudis. Esa pareja se había roto por la muerte de Ladislao y el segundo matrimonio de Gertrudis con el margrave Germán VI de Baden. Este fue rechazado por los estados austriacos y no pudo reinar en Austria. Wenceslao usó esto como pretexto para invadir Austria en 1250; según algunas fuentes, los estados le habían pedido que restableciera el orden.
Wenceslao liberó a su hijo y en 1251, el que, con la aprobación de los nobles austriacos, fue nombradomargrave de Moravia. Otakar entró en Austria, donde los estados lo aclamaron como duque. Para legitimar su posición, Otakar se casó con la hermana viuda del último duque, Margarita de Austria, treinta años mayor que él; por ella se había cancelado veinticinco años antes el compromiso entre su tía Inés (futura santa Inés de Bohemia) y el Rey de romanos Enrique (VII).
En 1253 murió el rey Wenceslao y Otakar lo sucedió como rey de Bohemia. Tras la muerte del rey Conrado IV, Otakar esperaba obtener la dignidad imperial, pero su elección no fructificó.

## Construcción y caída del imperio

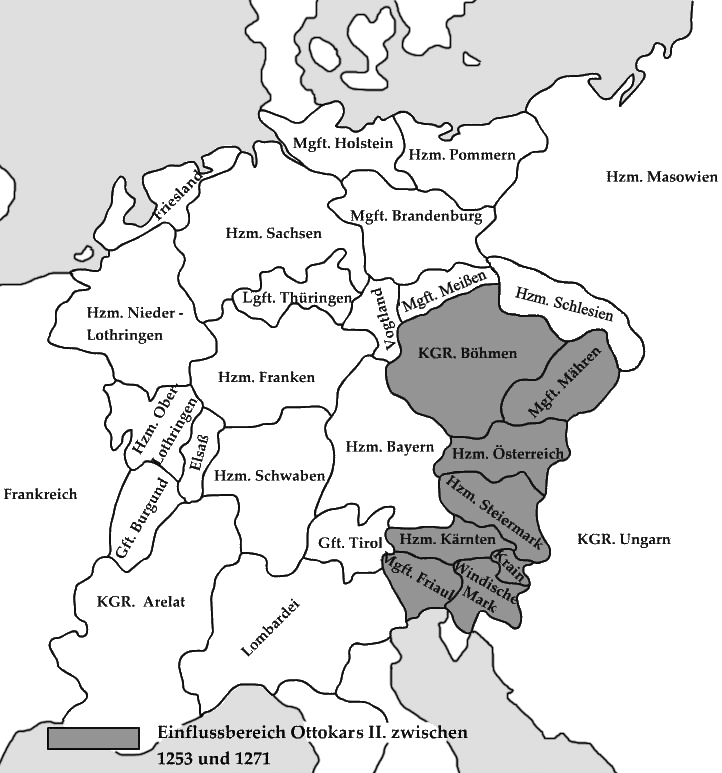
Áreas gobernadas por Otakar II.

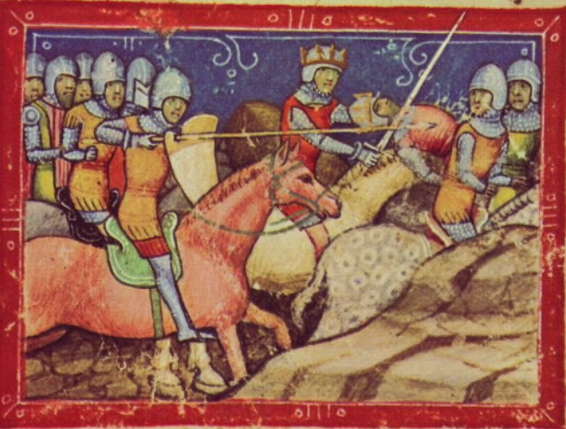
Béla IV de Hungría luchando contra Otakar II de Bohemia. Imagen de la Crónica Ilustrada húngara.

Sintiéndose amenazado por el poder creciente de Otakar, Bela IV, rey de Hungría, desafió al joven rey. Bela se alió con el duque de Baviera y reclamó el ducado de Estiria, que había sido parte de Austria desde 1192. El conflicto fue sofocado gracias a la mediación del papa. Se aceptó que Otakar cedería parte de Estiria a Bela a cambio del reconocimiento de su derecho sobre el resto de Austria. Sin embargo, tras unos años, se reanudó el conflicto y Otakar derrotó a los húngaros en julio de 1260 en la batalla de Kressenbrunn. Bela cedió Estiria a Otakar, y su derecho sobre esos territorios fue reconocido por el emperador, Ricardo de Cornualles. Este acuerdo de paz quedó sellado por un matrimonio real. Otakar se separó de Margarita y se casó con la nieta de Bela, Cunegunda de Eslavonia en 1261. Cunegunda fue la madre de sus hijos, el más joven de los cuales fue Wenceslao II de Bohemia.
Otakar también dirigió dos expediciones contra los prusianos, todavía paganos, y fundó la ciudad de Königsberg, que fue bautizada en su honor y se convertiría después en la capital del ducado de Prusia.
En 1269 heredó el ducado de Carintia y parte de Carniola. De nuevo se enfrentó a los húngaros en el campo de batalla, y tras otra victoria, se convirtió en el soberano más poderoso del imperio. Se celebraron nuevas elecciones al trono imperial en 1273, pero de nuevo resultó derrotado. Rechazó reconocer a su rival, Rodolfo I de Habsburgo, y apremió al papa para que hiciera lo mismo. En 1274, en una dieta celebrada en Fráncfort, Rodolfo decretó que todas las tierras imperiales que hubieran cambiado de manos desde la muerte del emperador Federico II debían ser devueltas a la corona. Esto privaría a Otakar de Estiria, Austria y Carintia. En 1276 Rodolfo declaró proscrito a Otakar y arrasó Viena. Esto obligó a Otakar en noviembre de 1276 a firmar un nuevo tratado por el que renunciaba a todos sus derechos sobre Austria y los ducados vecinos, quedándose tan solo con Bohemia y Moravia. El hijo de Otakar, Wenceslao, fue prometido en matrimonio a la hija de Rodolfo, Judit. No fue una paz duradera. Dos años después, el rey bohemio intentó recobrar sus tierras perdidas por la fuerza. Encontró aliados y reunió un gran ejército, pero fue derrotado por Rodolfo y muerto en la batalla de Marchfeld, junto al río Morava, el 26 de agosto de 1278. Su hijo Wenceslao lo sucedió como rey de Bohemia y margrave de Moravia.

## Legado
Otakar es considerado el más grande gobernante checo, junto a Carlos IV. Fundó numerosas ciudades, no solo en Bohemia, Moravia-Silesia, sino también en Austria y Estiria, e incorporó muchos asentamientos existentes a través de fueros civiles. Era un gran partidario del comercio, de la ley y del orden. Además, instituyó políticas de inmigración abiertas, a través de las cuales, inmigrantes de habla alemana se asentaron en las principales ciudades de sus dominios.
Es una figura famosa en la historia checa y en las leyendas folclóricas. En la Divina Comedia de Dante, Otakar es visto fuera de las puertas del purgatorio, en compañía de su rival imperial Rodolfo. Es también el protagonista de una tragedia del dramaturgo austriaco del XIX Franz Grillparzer inspirada en parte en la tragedia La imperial de Otón de Lope de Vega.

## Matrimonio e hijos
En 1253 Otakar se casó con Margarita de Austria. Sin embargo, no nacieron hijos de este matrimonio.
Tras divorciarse de su primera esposa, argumentando que era incapaz de darle hijos, Otakar tomó por esposa en 1261 a Cunegunda de Eslavonia, nieta del rey Bela IV de Hungría. De esa unión nacieron probablemente cuatro hijos:
- Enrique de Bohemia (1262-1263)?
- Cunegunda de Bohemia (1265-1321). Esposa de Boleslao II de Masovia.
- Inés de Bohemia (1269-1296). Esposa de Rodolfo II de Austria.
- Wenceslao II de Bohemia (1271-1305).

## Antecesores
| Otakar II de Bohemia | Padre: Wenceslao I de Bohemia    | Abuelo paterno: Otakar I de Bohemia  | Bisabuelo paterno: Ladislao II de Bohemia |
| Otakar II de Bohemia | Padre: Wenceslao I de Bohemia    | Abuelo paterno: Otakar I de Bohemia  | Bisabuela paterna: Judith de Turingia     |
| Otakar II de Bohemia | Padre: Wenceslao I de Bohemia    | Abuela paterna: Constanza de Hungría | Bisabuelo paterno: Bela III de Hungría    |
| Otakar II de Bohemia | Padre: Wenceslao I de Bohemia    | Abuela paterna: Constanza de Hungría | Bisabuela paterna: Inés de Chatillon      |
| Otakar II de Bohemia | Madre: Cunegunda de Hohenstaufen | Abuelo materno: Felipe de Suabia     | Bisabuelo materno: Federico I Barbarroja  |
| Otakar II de Bohemia | Madre: Cunegunda de Hohenstaufen | Abuelo materno: Felipe de Suabia     | Bisabuela materna: Beatriz de Borgoña     |
| Otakar II de Bohemia | Madre: Cunegunda de Hohenstaufen | Abuela materna: Irene Ángelo         | Bisabuelo materno: Isaac II Ángelo        |
| Otakar II de Bohemia | Madre: Cunegunda de Hohenstaufen | Abuela materna: Irene Ángelo         | Bisabuela materna: Herina                 |